# Acétate
Pour les articles homonymes, voir Acétate (homonymie).
Un acétate ou éthanoate (IUPAC) est un sel ou un ester de l'acide acétique. La formule de l'ion acétate est CH3COO−.
L’acétate a connu de nombreux usages, civils, militaires et est encore utilisé dans de nombreux produits d’entretien.
Le mot « acétate » vient du latin « acetum », signifiant « vinaigre ».

## Notation
L’abréviation Ac ou AC est parfois utilisée dans les formules chimiques pour indiquer l’ion acétate. 

Par exemple la formule de l’acétate de sodium pouvait s’écrire NaAc, au lieu des formules plus modernes CH3COONa ou NaC2H3O2. Dans le domaine de la chimie organique, l’abréviation Ac fait référence au groupe acétyle CH3CO, l’acétate y est donc désigné sous la forme −OAc, l’acétate de sodium est écrit NaOAc et l'acétate d’éthyle EtOAc.

## Dérivés

### Esters
Les acétates peuvent être des esters de l'acide acétique. C'est le cas de :
- l'acétate d'isoamyle ;
- l'acétate de butyle ;
- l'acétate de cellulose (ou acétol) ;
- l'acétate d'éthyle ;
- l'acétate de méthyle ;
- l'acétate d'octyle ;
- l'acétate de propyle ;
- l'acétate de vinyle ;
- l'octaacétate de saccharose.

### Sels
Les acétates peuvent être des sels de l'acide acétique. C'est le cas de :
- l'acétate de calcium ;
- l'acétate de cuivre ;
- l'acétate de potassium ;
- l'acétate de sodium.